# Albens
Albens és un municipi francès situat al departament de la Savoia i a la regió d'Alvèrnia-Roine-Alps. L'any 2007 tenia 3.104 habitants.

## Demografia

### Població
El 2007 la població de fet d'Albens era de 3.104 persones. Hi havia 1.180 famílies de les quals 284 eren unipersonals (123 homes vivint sols i 161 dones vivint soles), 330 parelles sense fills, 456 parelles amb fills i 110 famílies monoparentals amb fills.
La població ha evolucionat segons el següent gràfic:
Habitants censats

### Habitatges
El 2007 hi havia 1.295 habitatges, 1.196 eren l'habitatge principal de la família, 52 eren segones residències i 48 estaven desocupats. 958 eren cases i 329 eren apartaments. Dels 1.196 habitatges principals, 868 estaven ocupats pels seus propietaris, 291 estaven llogats i ocupats pels llogaters i 37 estaven cedits a títol gratuït; 21 tenien una cambra, 101 en tenien dues, 215 en tenien tres, 326 en tenien quatre i 534 en tenien cinc o més. 981 habitatges disposaven pel capbaix d'una plaça de pàrquing. A 502 habitatges hi havia un automòbil i a 594 n'hi havia dos o més.

### Piràmide de població
La piràmide de població per edats i sexe el 2009 era:
| Homes | Edats   | Dones |
| ----- | ------- | ----- |
| 0     | 95 o +  | 4     |
| 4     | 90 a 94 | 16    |
| 12    | 85 a 89 | 24    |
| 12    | 80 a 84 | 40    |
| 12    | 75 a 79 | 36    |
| 36    | 70 a 74 | 40    |
| 92    | 65 a 69 | 88    |
| 60    | 60 a 64 | 56    |
| 68    | 55 a 59 | 84    |
| 88    | 50 a 54 | 100   |
| 88    | 45 a 49 | 92    |
| 96    | 40 a 44 | 80    |
| 136   | 35 a 39 | 128   |
| 104   | 30 a 34 | 88    |
| 76    | 25 a 29 | 92    |
| 60    | 20 a 24 | 44    |
| 88    | 15 a 19 | 60    |
| 80    | 10 a 14 | 92    |
| 120   | 5 a 9   | 108   |
| 68    | 0 a 4   | 96    |

## Economia
El 2007 la població en edat de treballar era de 2.030 persones, 1.525 eren actives i 505 eren inactives. De les 1.525 persones actives 1.415 estaven ocupades (788 homes i 627 dones) i 110 estaven aturades (43 homes i 67 dones). De les 505 persones inactives 182 estaven jubilades, 179 estaven estudiant i 144 estaven classificades com a «altres inactius».

### Ingressos
El 2009 a Albens hi havia 1.232 unitats fiscals que integraven 3.284,5 persones, la mediana anual d'ingressos fiscals per persona era de 20.065 €.

### Activitats econòmiques
Dels 215 establiments que hi havia el 2007, 2 eren d'empreses extractives, 3 d'empreses alimentàries, 4 d'empreses de fabricació de material elèctric, 1 d'una empresa de fabricació d'elements pel transport, 23 d'empreses de fabricació d'altres productes industrials, 47 d'empreses de construcció, 36 d'empreses de comerç i reparació d'automòbils, 9 d'empreses de transport, 8 d'empreses d'hostatgeria i restauració, 4 d'empreses d'informació i comunicació, 11 d'empreses financeres, 7 d'empreses immobiliàries, 26 d'empreses de serveis, 27 d'entitats de l'administració pública i 7 d'empreses classificades com a «altres activitats de serveis».
Dels 58 establiments de servei als particulars que hi havia el 2009, 1 era una oficina d'administració d'Hisenda pública, 1 gendarmeria, 1 oficina de correu, 2 oficines bancàries, 6 tallers de reparació d'automòbils i de material agrícola, 1 taller d'inspecció tècnica de vehicles, 1 autoescola, 2 paletes, 8 guixaires pintors, 14 fusteries, 7 lampisteries, 4 electricistes, 2 perruqueries, 1 veterinari, 2 restaurants, 3 agències immobiliàries i 2 salons de bellesa.
Dels 8 establiments comercials que hi havia el 2009, 3 eren fleques, 1 una carnisseria, 1 una llibreria, 1 una botiga d'electrodomèstics, 1 una botiga de material esportiu i 1 una floristeria.
L'any 2000 a Albens hi havia 25 explotacions agrícoles que ocupaven un total de 680 hectàrees.

## Equipaments sanitaris i escolars
L'únic equipament sanitari que hi havia el 2009 era una farmàcia.
El 2009 hi havia 1 escola maternal i 1 escola elemental. Albens disposava d'un col·legi d'educació secundària amb 438 alumnes.

## Poblacions més properes
El següent diagrama mostra les poblacions més properes.